# 劉守光
劉 守光（りゅう しゅこう）は、五代十国時代の桀燕（大燕）の皇帝。

## 生涯

### 出生
河朔三鎮の一つの盧龍軍節度使劉仁恭の子として深州に生まれる。
青年期に劉仁恭の愛妾の羅氏と通じたことが露見し、親子関係を断絶させられる。それに反発した劉守光は天祐4年（907年）に幽州を攻撃した。攻撃された際、劉仁恭は城外の大安山（現在の北京市房山区）で宴を開いており、警備が手薄な幽州はあっけなく陥落し、劉仁恭は捕らえられた。
幽州を手に入れた劉守光は盧龍軍節度使を自称したが、兄の義昌軍節度使劉守文との抗争が続いた。しかし開平3年（909年）に劉守文を捕らえて殺害し、この地での勢力を確立した。幽州で安定した勢力を手に入れた劉守光は後梁から燕王に封じられた。

### 建国
史書によれば、劉守光は平凡で愚昧であったと伝えられている。兄の劉守文を倒した後は次第に態度が尊大なものとなり、父や兄の処分を天命によるものだと豪語した。そして劉守光の荒淫と暴虐な態度は日増しに増大していったとされる。
近隣の節度使との関係も次第に悪化し、911年には周囲の反対を押し切って帝位に就くことを宣言、国号を大燕とし、応天と改元した。
しかし建国直後から晋（後の後唐）の李存勗の攻撃を受け、応天3年（913年）に本拠地の幽州が陥落、幽閉されていた劉仁恭とともに囚われの身になり、僅か2年で桀燕は滅亡した。
乾化4年（914年）に李存勗によって斬殺された。

## 伝記資料
- 『新五代史』巻39 列伝第27